# Alberto Caballero
Alberto Rodríguez Caballero (Madrid, 21 de agosto de 1973) es un director, guionista y productor de televisión español. Es fundador de Contubernio Films junto con su hermana menor Laura Caballero y también es sobrino del productor José Luis Moreno.

## Biografía
Sus ficciones más reconocidas en el país han sido Aquí no hay quien viva (2003—2006) y su adaptación La que se avecina (2007—presente). Junto a su hermana Laura Caballero, ha creado, dirigido y producido ambas series.
Además de su trabajo como productor y guionista, ha dirigido cuatro capítulos de la comedia de sketches Escenas de Matrimonio, seis episodios de Aquí no hay quien viva, dos de La que se avecina y dos más de A tortas con la vida. También escribió para un episodio de la serie de televisión La revista en 1996 y adaptó cuarenta y cuatro de los guiones para la adaptación portuguesa de Aquí no hay quien viva.
Se unió al equipo técnico de Aquí no hay quien viva desde su primera temporada como guionista hasta su finalización. Cuando Telecinco adaptó su versión, este siguió desarrollando los guiones para la serie y desde 2009, es productor ejecutivo junto a Esther Jiménez y también guionista con su hermana y sus compañeros Daniel Deorador y Sergio Mitjans.

## Vida personal
En septiembre de 2012 contrajo matrimonio con la actriz Vanesa Romero, con quien mantuvo seis años de noviazgo y a la que conoció durante la última temporada de Aquí no hay quien viva. Sin embargo, a finales del mes de abril de 2013, portales de comunicación confirmaron que la pareja pasaba por una grave crisis matrimonial debido a la incorporación de María Adánez, antigua pareja sentimental de Alberto, en La que se avecina. Finalmente, en octubre de 2013, la pareja anunció su divorcio alegando diferencias irreconciliables, lo que provocó que Vanesa abandonase la serie por unos episodios.
Desde 2013 mantiene una relación con la actriz Miren Ibarguren conocida por representar a Soraya en la serie de Aída y posteriormente a Yoli en La que se avecina. En febrero de 2022 se hizo público que estaban esperando su primer hijo.  Su hijo, Rocco, nació el 17 de julio de 2022.

## Televisión

### Series
| Año                  | Título                  | Cadena                                                   | Función                                     | Episodios                     |
| -------------------- | ----------------------- | -------------------------------------------------------- | ------------------------------------------- | ----------------------------- |
| 2002-2004; 2007-2009 | Escenas de matrimonio   | TVE (2002-2004), Antena 3 (2004) y Telecinco (2007-2009) | Guionista                                   | 11 temporadas - 490 capítulos |
| 2003-2006            | Aquí no hay quien viva  | Antena 3                                                 | Ayudante de dirección, director y guionista | 5 temporadas - 91 capítulos   |
| 2005                 | A tortas con la vida    | Antena 3                                                 | Director                                    | 2 temporadas - 28 capítulos   |
| 2007-presente        | La que se avecina       | Telecinco (2007-presente) y Prime Video (2020-presente)  | Director y guionista                        | 14 temporadas - ¿? capítulos  |
| 2009-2010            | Escenas de matrimonio 2 | Telecinco                                                | Guionista                                   | 1 temporada - 30 capítulos    |
| 2011-2012            | Cuñados                 | Telecinco                                                | Guionista                                   | 1 temporada - 12 capítulos    |
| 2019-2023            | El pueblo               | Telecinco y Prime Video                                  | Director y guionista                        | 4 temporadas - 32 episodios   |
| 2022-presente        | Machos alfa             | Netflix                                                  | Director y guionista                        | 3 temporadas - ¿? episodios   |
| 2024-presente        | Muertos S.L.            | Movistar Plus+                                           | Director y guionista                        | 3 temporadas- ¿? episodios    |

## Actores recurrentes
| Actor               | Aquí no hay quien viva | A tortas con la vida | La que se avecina | Cuñados | El pueblo | Machos alfa | Muertos S.L. |
| Miren Ibarguren     | ✘                      | ✘                    | ✘                 |         |           |             |              |
| José Luis Gil       | ✘                      |                      | ✘                 |         |           |             |              |
| Jordi Sánchez       | ✘                      |                      | ✘                 |         |           | ✘           |              |
| Fernando Tejero     | ✘                      |                      | ✘                 |         |           |             |              |
| Pablo Chiapella     | ✘                      |                      | ✘                 |         |           | ✘           |              |
| Eva Isanta          | ✘                      |                      | ✘                 |         |           |             |              |
| María Adánez        | ✘                      |                      | ✘                 |         |           |             |              |
| Gemma Cuervo        | ✘                      |                      | ✘                 |         |           |             |              |
| Malena Alterio      | ✘                      |                      | ✘                 |         |           |             |              |
| Isabel Ordaz        | ✘                      |                      | ✘                 |         |           |             |              |
| Beatriz Carvajal    | ✘                      |                      | ✘                 |         |           |             |              |
| Vanesa Romero       | ✘                      |                      | ✘                 |         |           |             |              |
| Laura Pamplona      | ✘                      |                      | ✘                 |         |           |             |              |
| Loles León          | ✘                      |                      | ✘                 |         |           |             |              |
| Norma Ruiz          | ✘                      |                      | ✘                 | ✘       | ✘         |             |              |
| Elisa Drabben       | ✘                      |                      |                   |         | ✘         |             |              |
| Luis Merlo          | ✘                      |                      | ✘                 |         |           | ✘           |              |
| Manuel Millán       | ✘                      |                      | ✘                 |         | ✘         |             |              |
| Ángel Jodrá         | ✘                      |                      | ✘                 |         | ✘         |             |              |
| Empar Ferrer        | ✘                      |                      | ✘                 |         | ✘         |             |              |
| Silvia Casanova     | ✘                      |                      | ✘                 |         | ✘         |             |              |
| Nathalie Seseña     |                        |                      | ✘                 |         |           | ✘           |              |
| Carlos Areces       |                        |                      | ✘                 |         | ✘         | ✘           | ✘            |
| María Hervás        |                        |                      | ✘                 |         | ✘         | ✘           |              |
| Norma Ruiz          |                        |                      | ✘                 |         | ✘         |             |              |
| Fernando Gil        |                        |                      | ✘                 |         |           | ✘           |              |
| Laura Gómez-Lacueva |                        |                      | ✘                 |         | ✘         |             |              |
| Raúl Tejón          |                        |                      | ✘                 |         |           | ✘           |              |
| Petra Martínez      |                        |                      | ✘                 |         |           | ✘           |              |
| Kira Miró           |                        |                      | ✘                 |         |           | ✘           |              |
| Mónica Cruz         |                        |                      | ✘                 |         | ✘         |             |              |
| Santi Millán        |                        |                      |                   |         | ✘         | ✘           |              |

## Premios y nominaciones
- 2005. Premios ATV. Nominado a Mejor dirección por «Aquí no hay quien viva».[18][19]
- 2024. Premio Talento 2024, concedido por la Academia de Televisión. Un galardón propuesto y votado anualmente por la Junta Directivapor haber desempeñado su labor profesional detrás de las cámaras con brillantez y reconocimiento general.  [20]
- 2004. Premio Especial Mejor Pareja Profesional, compartido con Laura Caballero, en la primera edición de los Premios InStyle en Serie, concedidos por la edición española de la revista de moda InStyle, de RBA. [21]